# Thomas Acda

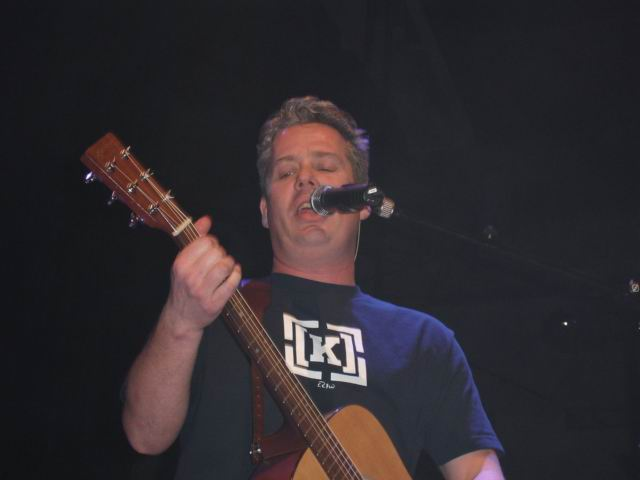
Thomas Acda während eines Konzerts im Vredenburg in Utrecht (2006)

Thomas Acda (* 6. März 1967 in Amsterdam) ist ein niederländischer Kabarettist, Schauspieler und Sänger. Er ist Teil des musikalischen Kabarett- und Musikduos Acda en De Munnik.

## Biografie

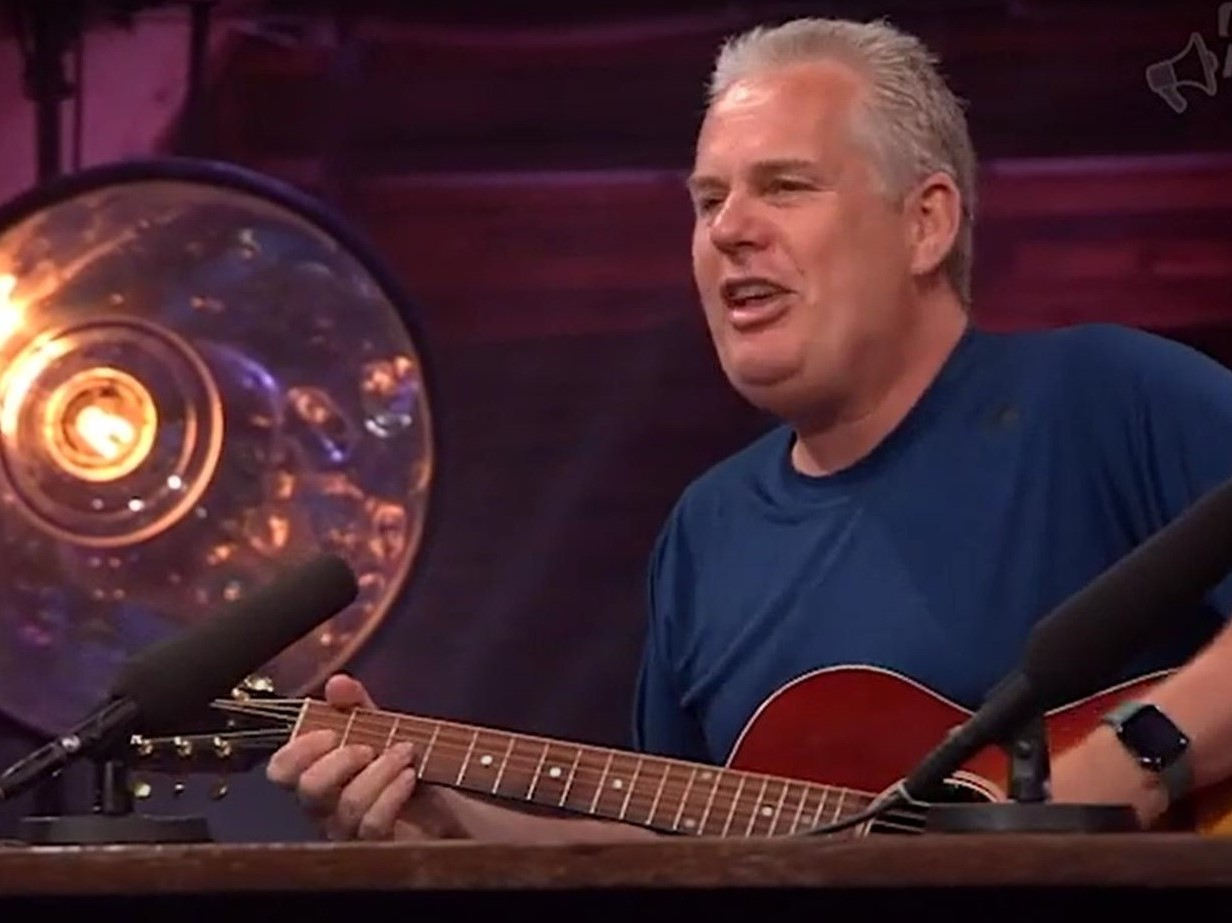
Thomas Acda, 2020

Acda wuchs auf im nordholländischen Dorf De Rijp (heute zu Alkmaar). Nach dem Besuch der Havo (etwa: Höhere Berufsschule) ging Acda zuerst auf eine Schauspielschule, wechselte aber rasch zur Theaterschool Amsterdam. Hier macht er Bekanntschaft mit seinem späteren Bühnenpartner Paul de Munnik (* 1970). Beide beendeten ihr Studium 1993 mit einer Kleinkunstnummer als gemeinsame Abschlussarbeit, für welche sie den Theaterpreis Pisuisse-prijs erhielten. Danach gingen sie erst einmal getrennte Wege. Acda trat eine Zeitlang mit der Band Herman en Ik auf. 1995 kamen Acda und De Munnik wieder zusammen und stellten gemeinsam eine Theateraufführung mit dem Namen Zwerf’On auf die Beine.
Am Jahresanfang 2014 kündigten Acda en de Munnik das Ende ihrer gemeinsamen Tätigkeit an und ließen darauf eine große Abschiedstournee mit dem Titel NAAM folgen.
Acda ist neben seiner Bühnentätigkeit auch im Fernsehen aktiv. So übernahm er eine Gastrolle in der Comedy-Serie In voor- en tegenspoed und war Teil der Satire-Redaktion der Sendung Spijkers (später: Kopspijkers). In der nachrichtenkommentierenden Satiresendung Dit was het nieuws wirkte er von 1996 bis 2000 und 2011 bis 2014 als Teil des Teams.
Ab 1997 dann übernahm er Rollen in einer Anzahl Spiel- und auch Kurzfilmen, darunter Alles is liefde von 2007 für den er den Publikumspreis Rembrandt Award erhielt. Ein weiterer ins Deutsche synchronisierter Film ist Die Abenteuer von Kapitän Bontekoes Schiffsjungen aus dem gleichen Jahr. In der langlebigen Krimi-Serie Penoza (2010–2017) wirkte er in den ersten beiden Folgen als Boss einer Drogenbande und Ehegatte der Hauptfigur mit.
Er besuchte einen Kursus für Drehbuchschreiber an der New York Film Academy.
Zu Ende August 2015 erfolgte sein Debüt als Romanschreiber mit dem Buch Onderweg met Roadie. 2016 trennten sich Acda en De Munnik nach dem Abschluss ihrer Abschiedstournee. Im selben Jahr trat er mit dem Film Fake erstmals als Regisseur in Erscheinung. In den Musical Fiddler on the Roof spielte er die Hauptrolle. Als Solokabarettist stand er erstmals 2018 mit seinem Programm Motel auf der Bühne.
Seit März 2021 wirkt Acda bei dem Streaming-Format The Streamers mit, wo er während der COVID-19-Pandemie mit anderen Musikern Gratiskonzerte ins Internet sendet.
Am 23. März 2023 verkündeten Thomas Acda und Paul de Munnik ihre Wiedervereinigung. Auch eine neue gemeinsame Single wurde produziert.

## Auszeichnungen
- 1993 für sein Musikstück Zitten Voor De Blues Deel III sowohl den Wim Sonneveldprijs als auch den AVRO’s Belofteprijs
- 2008 den Rembrandt Award für den Spielfilm Alles is liefde
- 2014 einen königlichen Orden und den Andreaspenning der Stadt Amsterdam anlässlich der Abschiedsvorstellung der Kabaretttruppe „Acta en de Munnik“ für deren Gesamtwerk

## Kabarettprogramme

### Acda en de Munnik
- 1996–1998: Zwerf'on[4]
- 1998: Op Voorraad
- 1998–1999: Deel II
- 2000–2001: Deel III
- 2002: Trilogie
- 2003: Groeten Uit Maaiveld
- 2004: Work in Progress
- 2004–2005: Ren Lenny Ren
- 2006: Op Voorraad III, Jaren ver van hier
- 2007–2009: Acda en de Munnik spelen
- 2010: Ode
- 2011: Ode II
- 2012–2013: ‘t Heerst
- 2014–2015: NAAM (Abschiedstournee)

### Solo
- 2018: Motel

## Filmografie

### Film
| Jahr | Titel                              | Rolle              | Anmerkung                                                   |
| ---- | ---------------------------------- | ------------------ | ----------------------------------------------------------- |
| 1997 | In Het Belang Van De Staat         | Ermittlungsbeamter |                                                             |
| 1997 | All Stars                          | Willem Overdevest  |                                                             |
| 1998 | fl 19,99                           | Harrie Harings     |                                                             |
| 1998 | Madelief, krassen in het tafelblad | Onkel Wim          | Jugendfilm                                                  |
| 1999 | The Missing Link                   | Jef                |                                                             |
| 2000 | Lek                                | Franko             |                                                             |
| 2004 | In Oranje                          | Erik van Leeuwen   |                                                             |
| 2007 | De scheepsjongens van Bontekoe     | Harmen             |                                                             |
| 2007 | Alles is liefde                    | Ted Koelman        |                                                             |
| 2009 | Lover of loser                     | Willem van de Berg | Adca schrieb zusammen mit Paul de Munnik das Titellied Eva  |
| 2010 | Vonk (Kurzfilm)                    | Marins Vater       | von der Kunsthochschule Utrecht                             |
| 2011 | All Stars 2: Old Stars             | Willem Overdevest  |                                                             |
| 2011 | Klik (Kurzfilm)                    | The Bellboy        |                                                             |
| 2013 | Chez Nous                          | Gijs               |                                                             |
| 2014 | Wonderbroeders                     |                    |                                                             |
| 2016 | De zevende hemel                   | Paul               |                                                             |
| 2017 | Roodkapje: Een Modern Sprookje     |                    | Fernsehfilm, (deutsch: „Rotkäppchen, ein modernes Märchen“) |
| 2017 | Pestkop                            | Vincent            |                                                             |

### Fernsehen
| Jahr      | Titel                  | Rolle               | Anmerkung                                                                            |
| --------- | ---------------------- | ------------------- | ------------------------------------------------------------------------------------ |
| 1995      | In voor- en tegenspoed | Mario               | in 18 Folgen: 3.01–3.03, 3.07–3.10, 3.12, 3.13, 4.01–4.09                            |
| 1996      | Dit was het nieuws     | Teamleiter          | Staffel 1 bis 6 (1996–2000) Staffel 27 bis 33 (2011–2014)                            |
| 1997      | Baantjer               | Willem de Graaf     | 1. Folge. 3.02 De Cock en de taximoord                                               |
| 1999      | All Stars              | Willem Overdevest   | Fernsehserie, 17 Folgen (1999–2001)                                                  |
| 2010      | Penoza                 | Frans van Walraven  | 1. Staffel                                                                           |
| 2010–2013 | Flikken Maastricht     | Daan de Vos         | Nebenrolle / wiederkehrende Gastrolle in Staffel 4–7, 16 Folgen: 37–44, 63–67, 69–71 |
| 2014–2015 | Bureau Raampoort       | Peter van Opperdoes | Miniserie                                                                            |
| 2014–2018 | Jeuk                   | Thomas              | Staffel 1–5                                                                          |
| 2020      | All Stars en Zonen     | Willem Overdevest   | Staffel 1                                                                            |
| 2020      | Klem                   | Wim Konings         | Staffel 3                                                                            |

## Diskografie

### Studioalben
| Jahr | Titel       | Höchstplatzierung, Gesamtwochen, AuszeichnungChartsChartplatzierungen (Jahr, Titel, Platzierungen, Wochen, Auszeichnungen, Anmerkungen) | Anmerkungen                         |
| Jahr | Titel       | NL | Anmerkungen                         |
| ---- | ----------- | --- | ----------------------------------- |
| 2017 | De marathon | NL20 (1 Wo.)NL | Erstveröffentlichung: 11. März 2017 |

### Singles
| Jahr | Titel Album                   | Höchstplatzierung, Gesamtwochen, AuszeichnungChartsChartplatzierungen (Jahr, Titel, Album, Platzierungen, Wochen, Auszeichnungen, Anmerkungen) | Anmerkungen                                                               |
| Jahr | Titel Album                   | NL | Anmerkungen                                                               |
| ---- | ----------------------------- | --- | ------------------------------------------------------------------------- |
| 2011 | Sterker nu dan ooit –         | NL7 (11 Wo.)NL | Erstveröffentlichung: 23. August 2011 mit Nick Schilder als Nick & Thomas |
| 2020 | Papa heeft weer wat gelezen – | NL39 (2 Wo.)NL | Erstveröffentlichung: 6. November 2020 mit Snelle                         |
| 2021 | Als ik je weer zie –          | NL6 ×2Doppelplatin · (16 Wo.)NL | Erstveröffentlichung: 23. Januar 2021 mit Paul de Munnik, Maan & Typhoon  |
| 2022 | Missen zou –                  | NL27 (7 Wo.)NL | Erstveröffentlichung: 25. März 2022 mit Rolf Sanchez & Kraantje Pappie    |

Weitere Singles (Belgien)
- 2017: Ik ben mij bij jou (mit Jelka van Houten)
- 2020: Papa heeft weer wat gelezen (mit Snelle)
- 2021: Als ik je weer zie (mit Paul de Munnik, Maan und Typhoon)

## Privatleben
- Von seiner Jugendliebe, mit der er dreißig Jahre verheiratet war, ließ er sich in den 2010er Jahren scheiden. Aus dieser Ehe stammt ein Sohn. Seit 2007 lebte Acda mit seiner neuen Freundin Esmee Wekker zusammen, mit der er auch 2010 eine Tochter (Lucy) bekam. Im Februar 2013 heiratete das Paar auf Schiermonnikoog.[9]